# 築山

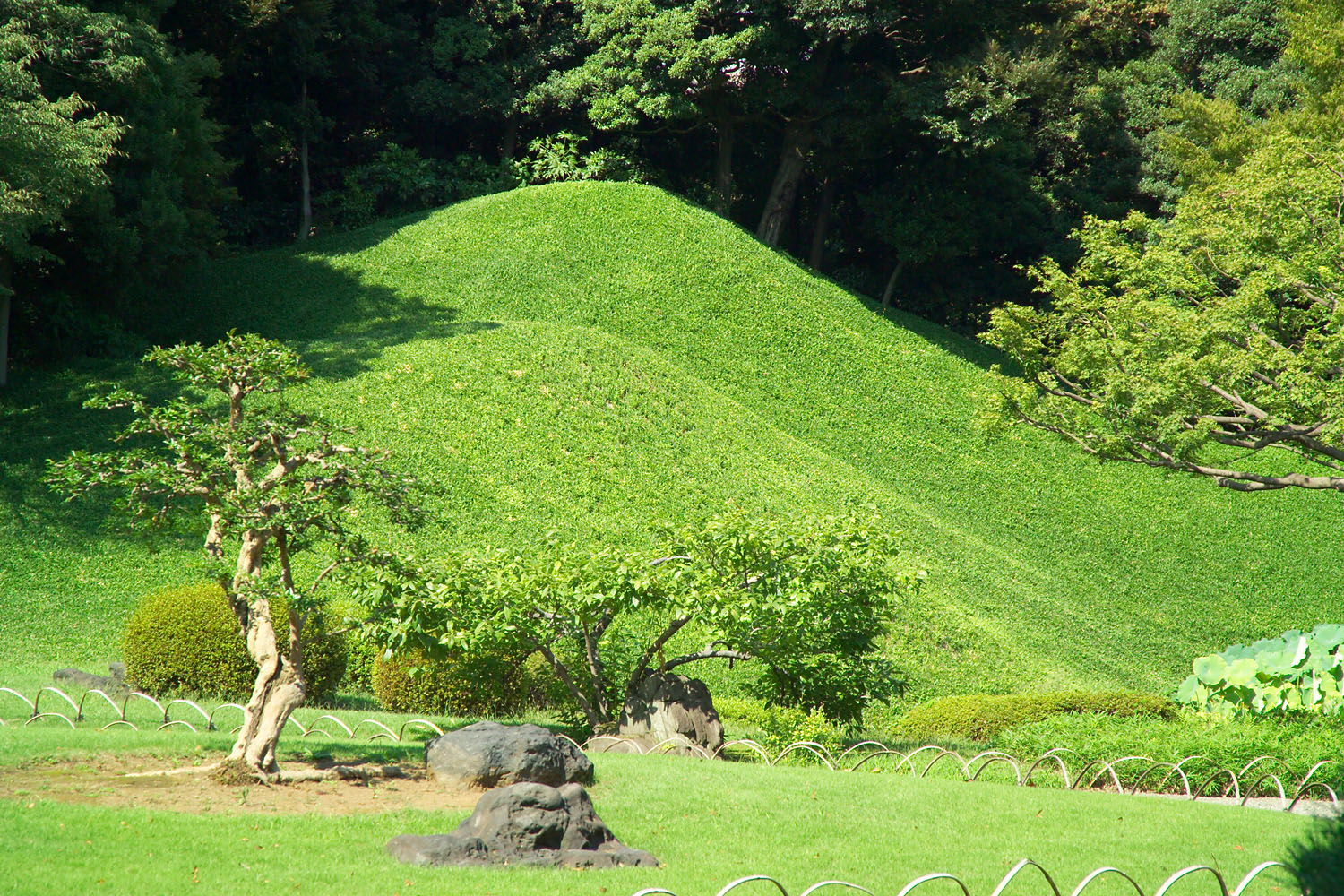
日本庭園に見られる築山（小石川後楽園）

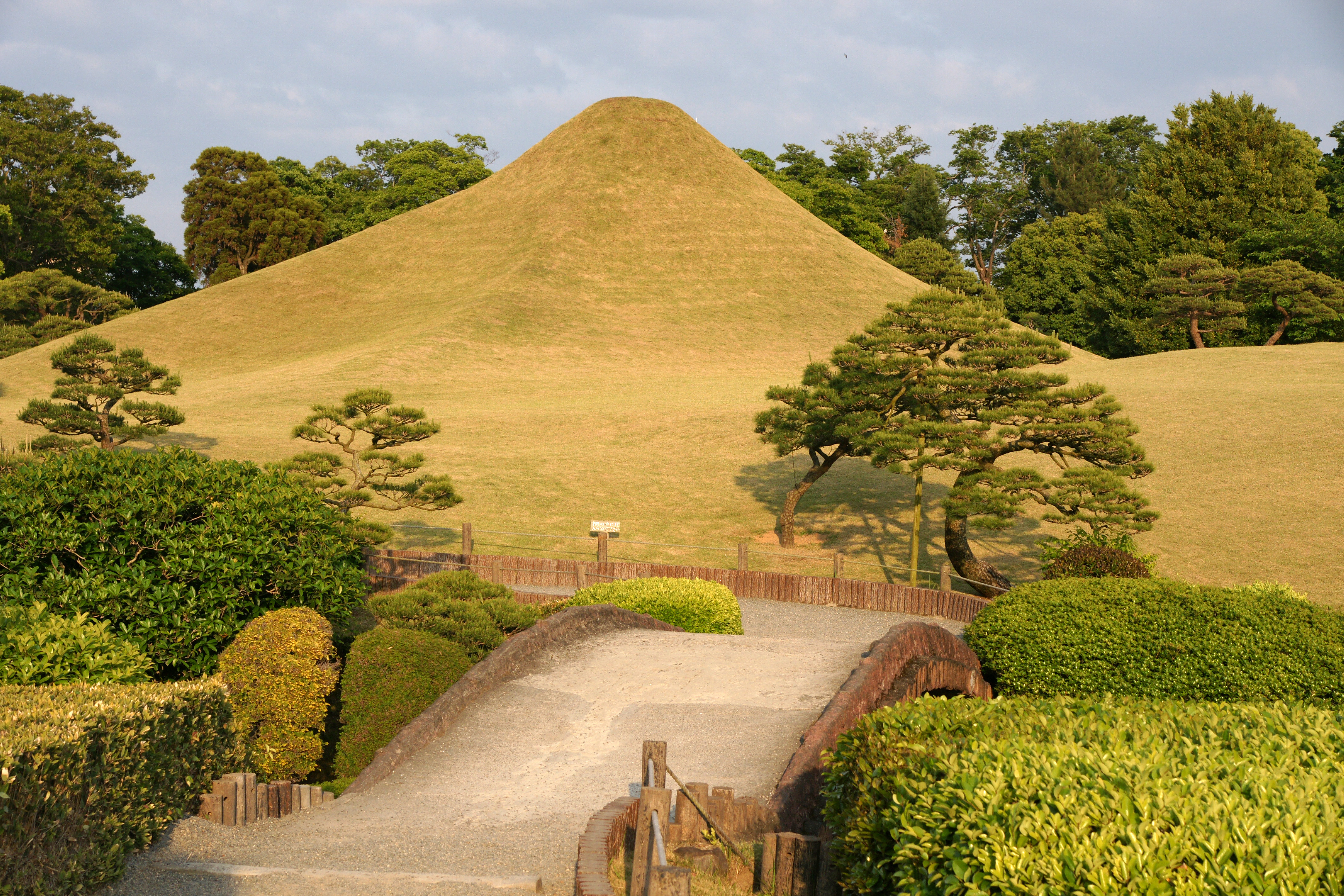
実在の山岳をかたどった例（富士・水前寺成趣園）

築山（つきやま）とは、人工的に作られた山。測量の目的で作られる、または山を見立て庭をつくる観賞用として庭園や中庭に作られたり、子供の遊具として公園に作られたりしたものがある。

## 築山の例
- 箱根山 - 東京都新宿区。山手線内の最高峰（標高44.6メートル）。山頂に水準点がある。
- 天保山 - 大阪府大阪市港区。標高4.53メートル。国土地理院発行の地形図に山名が掲載され、山頂には二等三角点がある。
- 蘇鉄山 - 大阪府堺市堺区。標高6.97メートル。山頂には一等三角点[注釈 1]がある。